# 랑림군
랑림군(狼林郡, 표준어: 낭림군)은 조선민주주의인민공화국 자강도 동부에 있는 군이다.

## 지리
북쪽으로 화평군, 량강도 김형직군·김정숙군, 서쪽으로 장강군·성간군·룡림군, 남쪽으로 함경남도 장진군, 동쪽으로 함경남도 부전군과 접한다.
지형은 랑림산맥과 련화산맥이 통과해 바위와 산이 많다. 최고봉은 해발 2,355m의 련화산이다. 군에서 비교적 낮은 지역도 해발 1,000m가 넘는다. 기후는 한랭한 대륙성 기후로, 9월 중순부터 서리가 내려 5월 말까지 계속된다.

## 역사
해방 전에는 함경남도 장진군의 일부였으며, 장진강댐 축조 이전에는 중심지였다. 장진강댐의 수몰로 군청이 있는 읍하리가 수몰되어 군청이 읍하리에서 수십 km 남쪽의 신남면 하갈우리(경하리)로 이전하고, 면 이름이 동문거리를 따서 동문면으로 바뀌었으며 동문면의 소재지가 동문거리로 바뀌었다.
1952년 12월에 장진군의 북면, 동하면과 상남면의 1개 리, 자강도의 장강군 동문면(해방 당시에는 장진군의 지역이었다.)을 합병해 랑림군(랑림읍, 20개 리)이 신설되었다. 1954년 10월부터 자강도에 속하게 되었고, 옛 동하면을 군역에서 제외해 현재의 신흥로동자구는 김정숙군에, 나머지는 부전군에 이관했다.

## 경제
재배되는 주요 작물로 옥수수, 밀, 보리가 있다. 두 개의 벌목소와 더불어 다양한 공장이 있다.

## 교통
몇 개의 도로가 군을 통과하고 강계선이 랑림과 강계를 연결한다.

## 행정 구역
1읍 2구 14리로 구성된다.
- 랑림읍 (狼林邑)
- 신원로동자구 (新院勞動者區)
- 삼포로동자구 (三浦勞動者區)
- 장성리 (長城里)
- 서중리 (西中里)
- 서상리 (西上里)
- 황포리 (黃浦里)
- 문악리 (文岳里)
- 중흥리 (中興里)
- 운수리 (雲水里)
- 련화리 (蓮花里)
- 중강리 (中江里)
- 대흥리 (大興里)
- 갈점리 (葛店里)
- 인산리 (仁山里)
- 신전리 (新田里)
- 류벌리 (流筏里)

## 같이 보기
- 조선민주주의인민공화국의 지리
- 조선민주주의인민공화국의 행정 구역